# Џош Мориси
Џошуа Т. Мориси (енгл. Joshua T. Morrissey — Калгари, 28. март 1995) професионални је канадски хокејаш на леду који игра на позицијама одбрамбеног играча.
Члан је сениорске репрезентације Канаде за коју је на међународној сцени дебитовао на светском првенству 2017. када је канадски тим освојио сребрну медаљу.
Учествовао је на улазном драфту НХЛ лиге 2013. где га је као 13. пика у првој рунди одабрала екипа Винипег џетса. Пре него што је дебитовао за Џетсе у НХЛ-у играо је за њихове АХЛ филијале Сент Џон ајс кепсе и Манитоба мус. За Џетсе је дебитовао у утакмици играној 5. марта 2016. против Монтреал канадијанса.